# Cratyna ciliovenosa
Cratyna ciliovenosa är en tvåvingeart som beskrevs av Werner Mohrig 2003. Cratyna ciliovenosa ingår i släktet Cratyna och familjen sorgmyggor.
Artens utbredningsområde är Costa Rica. Inga underarter finns listade i Catalogue of Life.